# Лизистрата
„Лизистрата“ (на старогръцки: Λυσιστράτη) е старогръцка комедия, написана от знаменития комедиограф Аристофан през 411 г. пр.н.е. Счита се, че е за първи път е поставена на сцена през пролетта на същата година. Главната тема е недоволството на жените срещу отсъствието на мъжете им по време на Пелопонеските войни. Комедията разказва за това, как жените по своему намират начин да спрат войната, като откажат на съпрузите си любовните ласки.

## Герои
- Лизистрата
- Клеоника
- Мирина
- Лампито
- Хор от старци
- Хор от жени
- Пробул, член на законодателна комисия
- Жени
- Кинезий
- Детето на Кинезий
- Спартански глашатай
- Притан
- Спартанец
- Атинянин

## Сюжет
Действието се развива в Атина и главно действащо лице е Лизистрата – изключителна жена, която има засилено усещане за индивидуалност и социална отговорност. С помощта на спартанката Лампито, Лизистрата убеждава останалите жени (съответно такива и от вражеските полиси) да се въздържат от физическия контакт с мъжете си, за да ги накарат да прекратят Пелопонеската война. Жените първоначално са скептично настроени, но после се вразумяват и заклеват да извършат „делото“. Скоро след това дочуват звуци, идващи от Акропола, където са възрастните жени. Те са го превзели, с мисълта да лишат мъжете от достъпа до държавната хазна, чрез която си осигуряват средствата, за да продължат да воюват.
Хорът от възрастни мъже пристига, носейки тежки дърва и възнамерявайки да изгори портата на Акропола, ако жените не я отворят. Пристига и хорът от възрастните жени, които носят кофи с вода. Те се оплакват от трудностите, чрез които са намерили и донесли водата, но са готови да се борят срещу мъжете. В следващите мигове се обменят заплахи и обиди и от двете страни, а огънят на мъжете бива потушен от водата на жените.
Пристига Пробул (член от законодателната комисия), заедно с няколко стражари скити. Той започва да говори за истеричната природа на жената, за предаността ѝ към виното и т.н., но най-вече обвинява мъжете затова, че нямат контрол над своите жени. Той идва, за да вземе сребро от държавата хазна за купуване на гребла за флота, и инструктира стражарите си да отворят портата, но те се сблъскват със съпротивата на жените. Лизистрата му обяснява за чувствата, които жените изпитват по време на война, когато мъжете взимат неразумни решения, засягащи всички, и никога не се вслушват в съветите на жените си. Тя заявява, че войната оттам насетне ще бъде работа на жените. Обяснява му съжалението, което изпитва към младите, бездетни жени, които остаряват самички у дома, докато мъжете им са някъде далеч. Когато Пробул ѝ напомня, че мъжете също както жените остаряват, а тя му отвръща, че е прав, но от друга страна мъжът може да се ожени наново на всяка една възраст, докато същото не важи за жената. Следва частта, в която Лизистрата го облича в дрехи, присъщи за мъртвец, и му казва, че той е труп. Пробул е разярен и си тръгва, за да сподели с останалите мъже за случилото се, а Лизистрата се завръща на Акропола.
Дебатът продължава между хора на възрастните мъже и хора на възрастните жени, докато Лизистрата се върне на сцената с вести – нейните другарки са жадни за плътски ласки и започват да си измислят всевъзможни оправдания, за да се приберат вкъщи. След като възстановява дисциплината и отново убеждава жените в това да издържат, Лизистрата пак се връща в храма на Акропола, за да продължи да чака мъжете да се предадат.
Изведнъж се появява мъж, който се казва Кинезий и води със себе си детето си. Кинезий е съпругът на Мирина. Лизистрата я съветва да съблазнява мъжа си и да му каже, че нищо не може да се случи помежду им, докато не спре войната. Мирина изпълнява съветите и се връща в Акропола.
Появява се вестител от Спарта, на когото видимо личи нуждата от физическа ласка, която едва скрива с дрехата си. Той иска да се срещне със съответните държавници, за да организират мирни преговори. Държавикът, който изглежда по същия нелеп начин, първо се смее на спартанеца, но след това се съгласява, че мирните преговори трябва да започнат. Двамата тръгват, за да доведат делегатите, а през това време възрастните жени правят първи крачки към възрастните мъже. Старите мъже са доволни от това да бъдат утешавани и развълнувани от жените, след което двата хора се сливат и пеят и танцуват в унисон.
Преговорите за мир започват и Лизистрата представя пред спартанските и атинските делегати една красива и млада жена, наречена Съгласие. Мъжете не могат да отклонят погледите си от младата жена, а междувременно Лизистрата нахоква и двете страни за допуснатите грешки. Делегатите започват да спорят за мирните условия, но имайки предвид жена като Съгласие, която стои пред тях и жаждата за плътска ласка, която изпитват, те бързо преодоляват различията си и се упътват към Акропола, за да отпразнуват мира.
Следва хорова песен и след кратък хумористичен диалог, всички празнуващи се връщат на сцената, за да изпеят последните си песни и да танцуват всички заедно – мъже и жени. Всички те пеят весела песен в чест на Атина, богиня на целомъдрието и войната, чиято крепост осигурява убежище на жените по време на събитията от комедията и чието имлицитно благословение носи щастлив край на пиесата.